# Apimela mahnerti
Apimela mahnerti – gatunek chrząszcza z rodziny kusakowatych i podrodziny rydzenic.
Gatunek ten opisał po raz pierwszy w 1996 roku Roberto Pace na łamach „Revue suisse de Zoologie”. Jako lokalizację typową wskazano Loita Hills w okolicach Morijo w kenijskim hrabstwie Narok. Epitet gatunkowy nadano na cześć Volkera Mahnerta.
Chrząszcz o błyszczącym, wydłużonym w zarysie ciele długości 2,3 mm. Głowa jest czarnobrązowa, o zatartych ziarenkowaniu i siateczkowaniu. Czułki mają człony pierwszy i drugi brązowe, a człony pozostałe czarnobrązowe. Brązowe przedplecze jest bardzo drobno i niezbyt wyraźnie punktowane, o zatartym siateczkowaniu. Czarnobrązowe pokrywy mają zatarte siateczkowanie. Barwa odnóży jest brudnożółta z żółtobrązowymi udami ostatniej pary. Odwłok jest czarnobrązowy z brązowowym szóstym urotergitem. Genitalia samca różnią się od tych u podobnej A. subparallela tęższej budowy edeagusem.
Owad afrotropikalny, znany z Kenii, Zimbabwe i Rwandy. Spotkany na rzędnych 1350 do 2700 m n.p.m.